# Rafael Delgado
Rafael Marcelo Delgado (Reconquista, 13 gennaio 1990) è un calciatore argentino, difensore del Defensa y Justicia.

## Caratteristiche tecniche
Gioca come terzino sinistro ma può essere impiegato anche nella fascia opposta.

## Palmarès

### Club

#### Competizioni nazionali
- Primera B Nacional: 1

Rosario Central: 2012-2013

#### Competizioni internazionali
- Coppa Sudamericana: 1

Defensa y Justicia: 2020